# Cistanthe cachinalensis
Cistanthe cachinalensis är en källörtsväxtart som först beskrevs av Rodolfo Amando Philippi, och fick sitt nu gällande namn av Peralta och D.I.Ford. Cistanthe cachinalensis ingår i släktet Cistanthe och familjen källörtsväxter. Inga underarter finns listade i Catalogue of Life.